# Turó Gros (Montferrer i Castellbò)
El Turó Gros és una muntanya de 1.918 metres que es troba al municipi de Montferrer i Castellbò, a la comarca de l'Alt Urgell.